# Pavel Andrejevics Fedotov

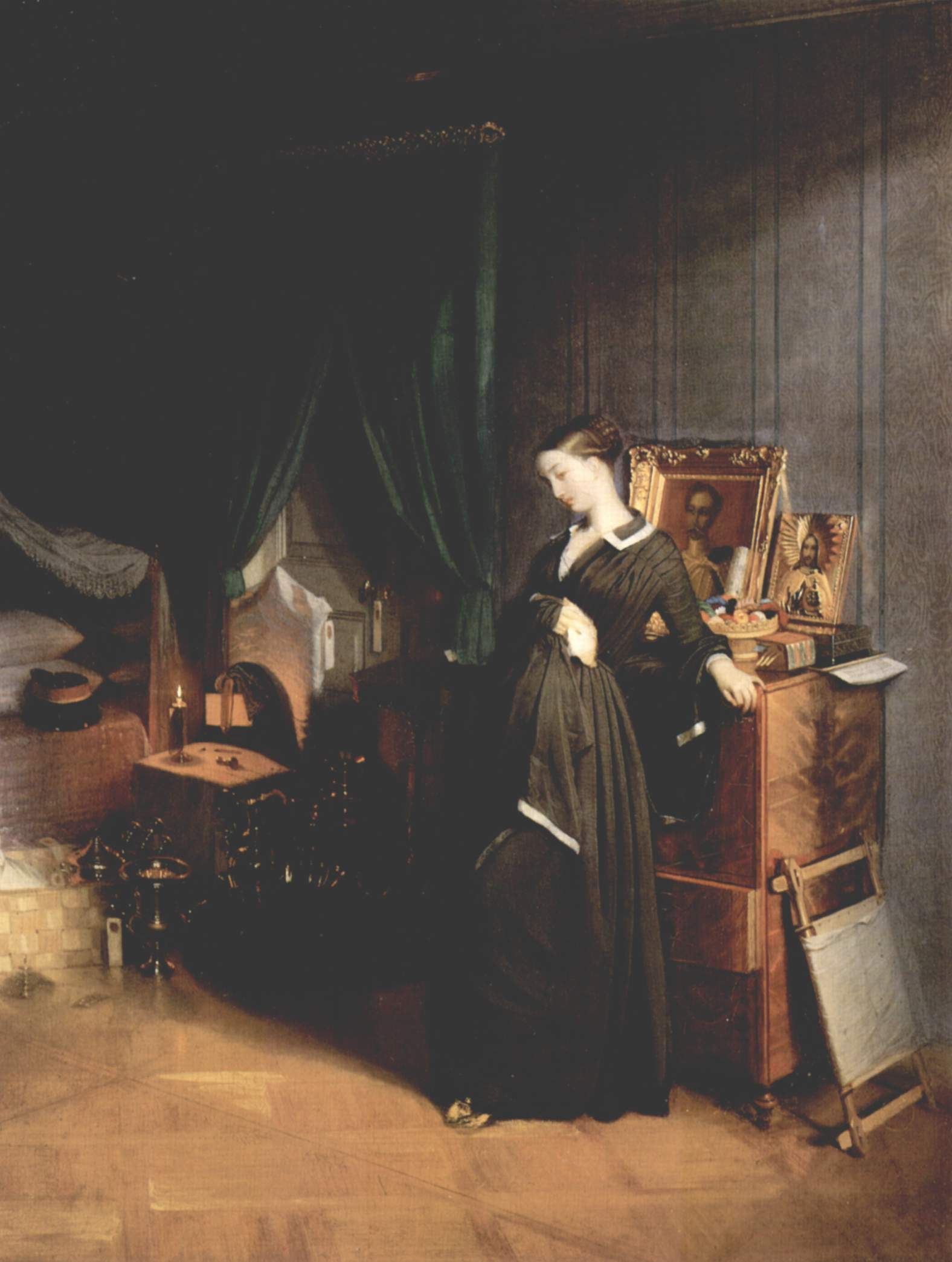
A kis özvegy (1851)

Pavel Andrejevics Fedotov (oroszul:  Павел Андреевич Федотов; Moszkva, 1815. július 4. — Szentpétervár, 1852. november 26.) orosz realista festő, az orosz életképfestészet egyik kiemelkedő egyénisége.

## Életpályája
Katonacsaládban született, maga is katonai pályára lépett, hamar haladt előre a katonai ranglétrán, de 1844-ben, saját kérésére leszerelték, – egyidejűleg századossá léptették elő – kilépett a katonai szolgálatból, hogy csak a rajzolásnak és festésnek szentelhesse minden idejét. Már fiatalon sokat rajzolt, festett szabadidejében, fuvolán is játszott, verseket is írt, korán jelentkeztek művészi hajlamai. Amikor zászlósként Szentpétervárra helyezték a finn ezredhez, akkor esténként járt a Képzőművészeti Főiskolára.
Első nagy sikerét Mihail Romanov nagyherceg portréjával aratta. Katonatársairól is kiváló grafikákat készített. 1844-től a festészet lett az ő hivatása. Sokat gyakorolta a rajz és a festés technikáját, először akvarelleket festett, az 1840-es évek közepén áttért az olajfestésre. Kitűnő megfigyelő volt és kritikus szemmel, sokszor éles szatírával vagy humoros formában ábrázolta a körötte működő társadalmat rajz- és szépiasorozatokban.
Mindig az ő saját megfigyeléseit szerette volna megrajzolni és megfesteni, de ez nem volt összeegyeztethető a megélhetéssel. Gyakran komoly megélhetési gondokkal küzdött, s közben alkotta az orosz életképfestészet remekeit. Úgy érezte, hogy ő nemcsak portré-festésre és csata-jelenetek festésére alkalmas művész, hanem sokkal több, egyetemesebb mondanivalója van. 1849-ben és 1950-ben sikeres kiállításai voltak Szentpéterváron. Valami olyan kezdődött vele az orosz festészetben, amely addig nem volt, az ő festészete mintegy bevezette az orosz művészet aranykorát, ahogyan a 19. század második felének orosz művészetét szokás nevezni.
1845-49 közt kapcsolatba került egy liberális értelmiségi csoporttal, így állami üldöztetésnek is ki volt téve, amely nagyon megviselte. Utolsó éveiben gyengült a látása, magas vérnyomás s zavarodottság jelei mutatkoztak nála, elhelyezték kórházban, de állapota csak tovább romlott. 1852-ben meghalt, művészbarátai az Alekszandr Nyevszkij kolostor temetőjében helyezték örök nyugalomra, mindössze 37 évet élt.

## Emlékezete

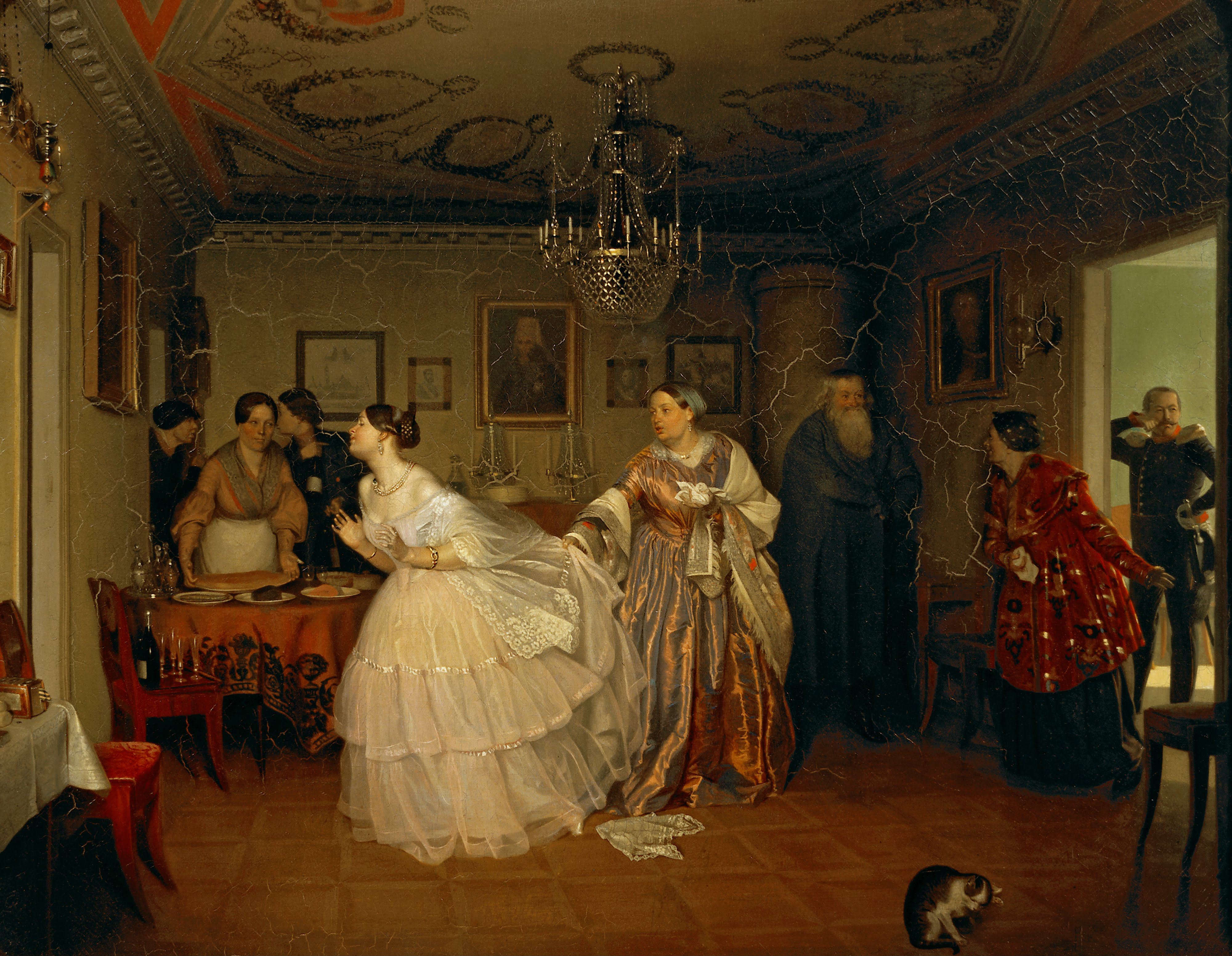
Az őrnagy leánykérőben (1848)

1976-ban az Állami Tretyjakov Galéria emlékbélyegeket bocsátott ki rajtuk a festő egy-egy alkotásával, köztük Válogatós menyasszony, Az újdonsült gavallér, Egy arisztokrata reggelije. Legtöbb művét a Tretyjakov Galéria őrzi, itt őrzik az 1848-ból való egyik leghíresebb életképét, Az őrnagy leánykérőben címűt is. A szobabelsőben a család tesz-vesz, a menyasszonynak való elfutna, de anyja visszatartja ruhájánál fogva, a vőlegényjelölt őrnagy a nyitott ajtóban áll magabiztosan.

## Művei (válogatás)
- Ki hogy ül le
- Fidelka betegsége
- Az újdonsült gavallér (1846)
- A válogatós menyasszony (1847)
- Az őrnagy leánykérőben (1848)
- Az arisztokrata reggelije (1849)
- A kis özvegy (1851)
- Újra, megint újra (1850-52 közt)

## Galéria

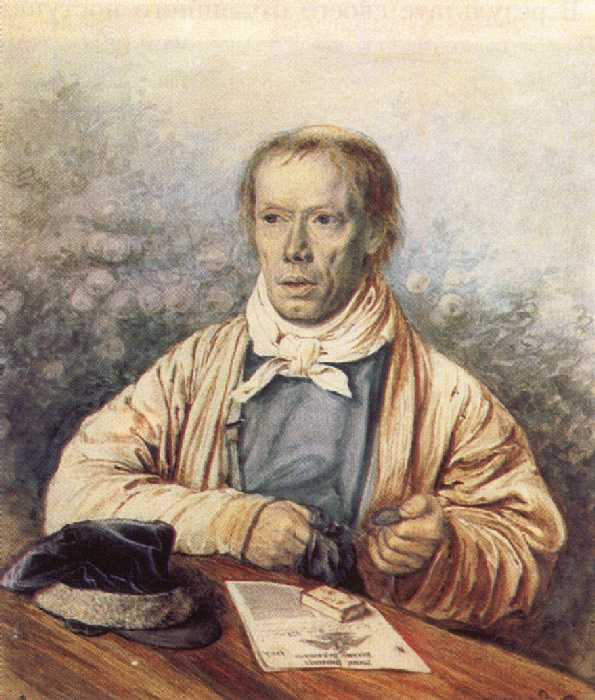
A festő atyja (akvarell, 1837)
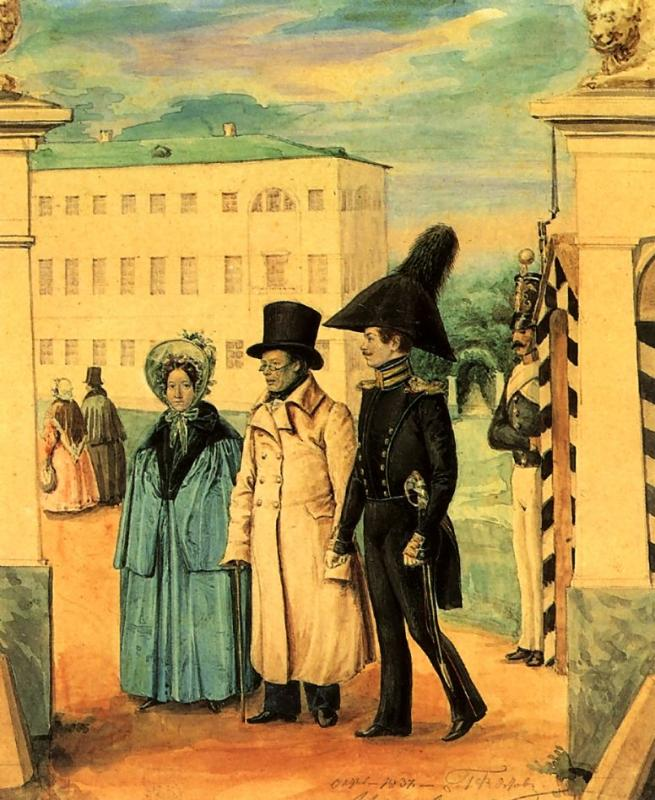
Séta a finn gárda ezred egy tisztjével (akvarell, 1837)
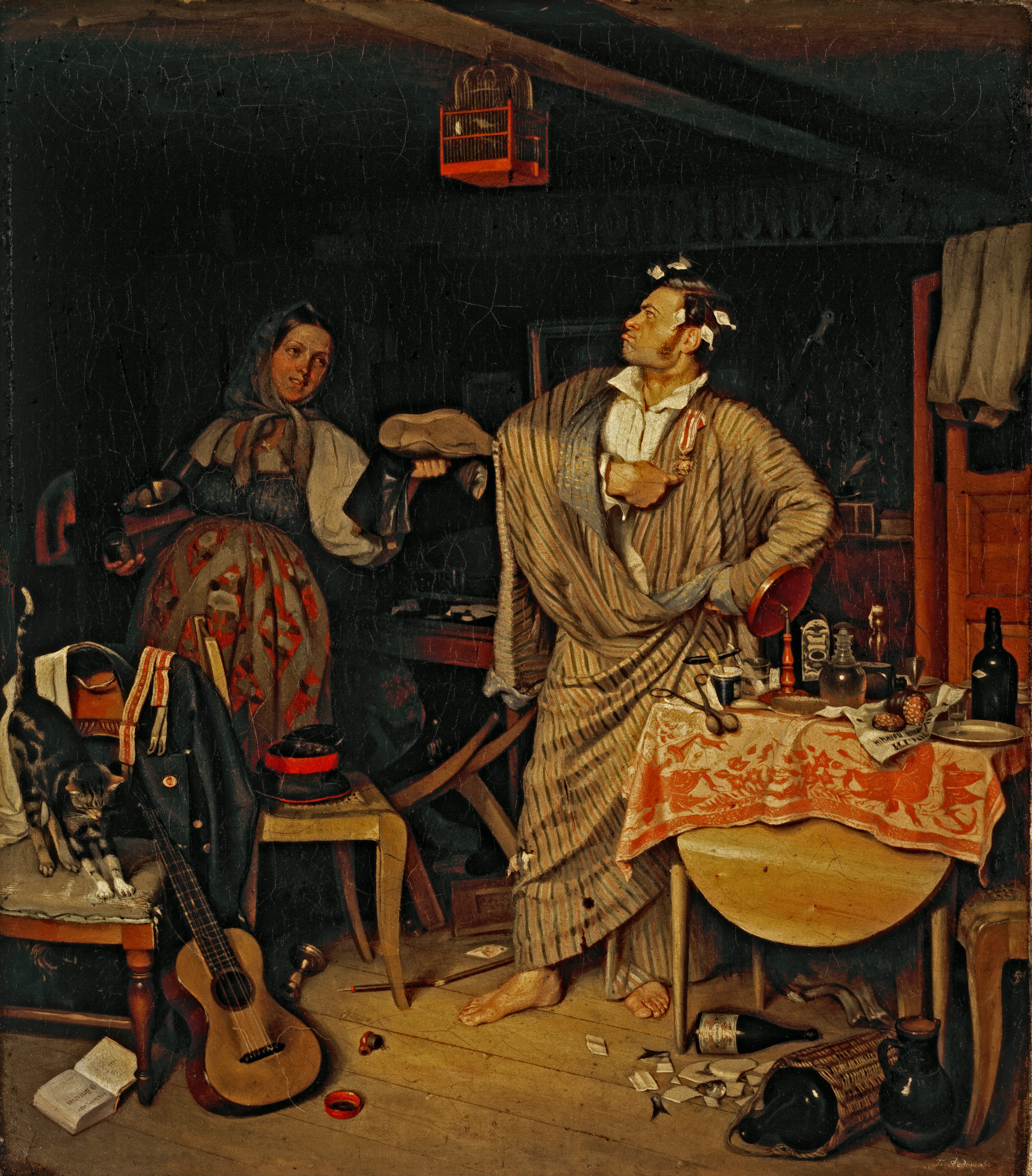
Az újdonsült gavallér (olaj, 1846)
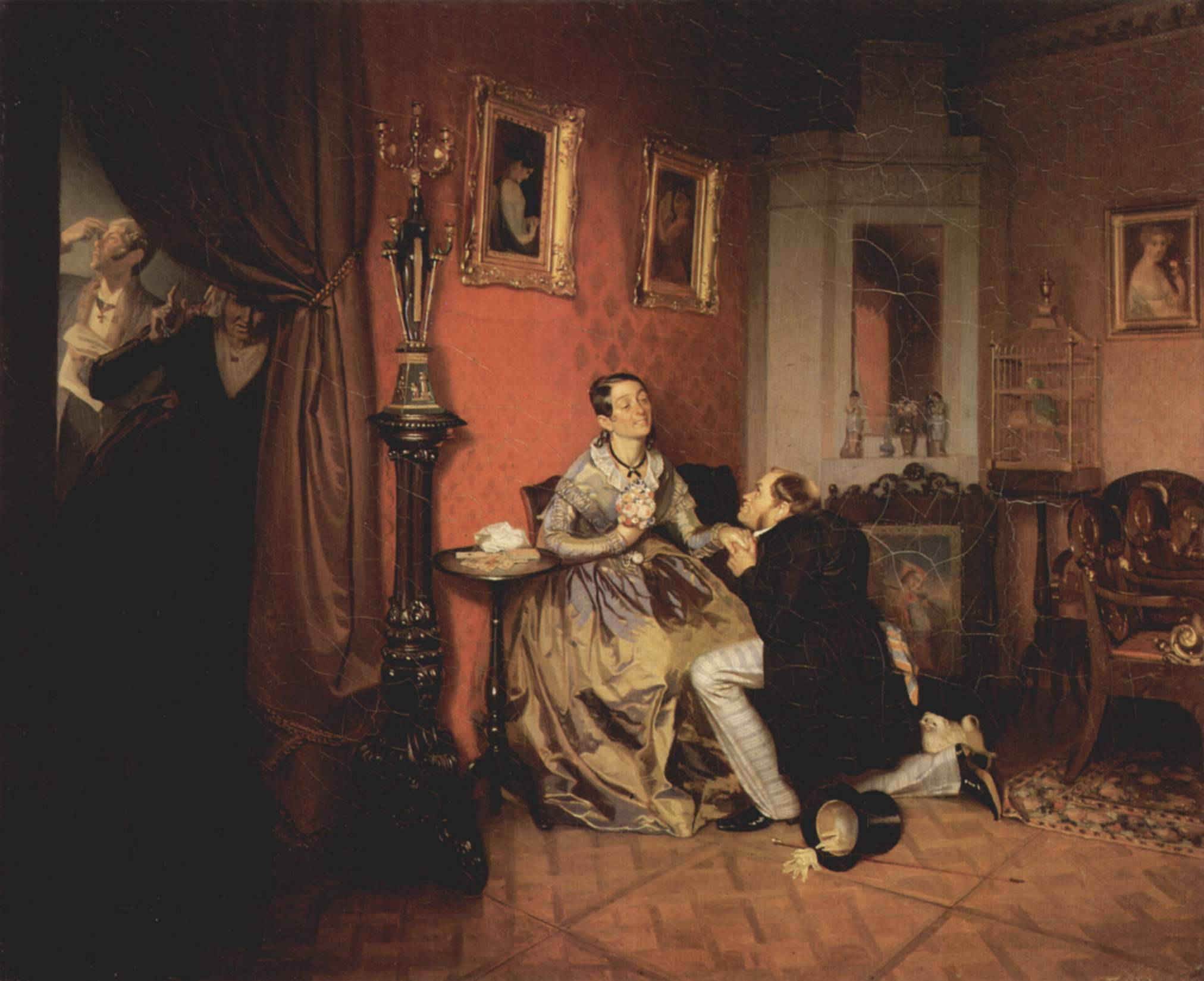
A válogatós menyasszony (olaj, 1847)
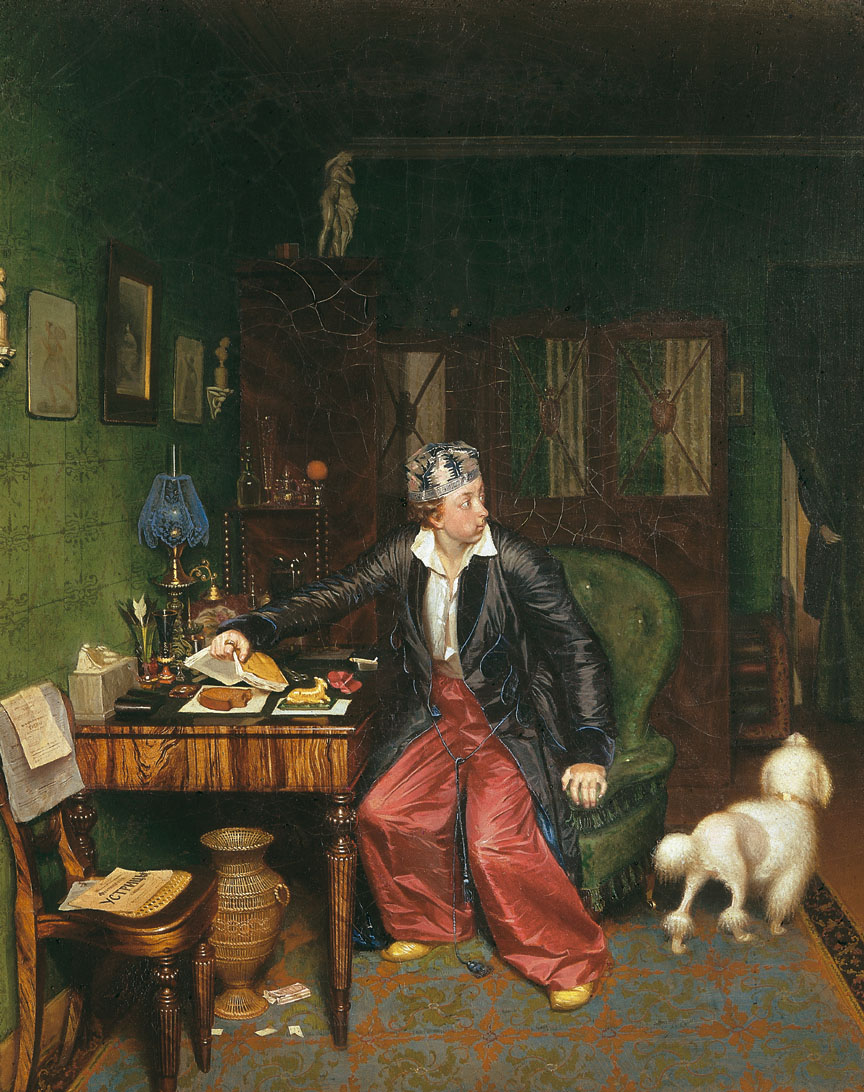
Egy arisztokrata reggelije (olaj, 1849)